# (16498) Passau
(16498) Passau est un astéroïde de la ceinture principale.

## Description
(16498) Passau est un astéroïde de la ceinture principale. Il fut découvert le 22 septembre 1990 à La Silla par Eric Walter Elst. Il présente une orbite caractérisée par un demi-grand axe de 2,77 UA, une excentricité de 0,11 et une inclinaison de 17,3° par rapport à l'écliptique.

## Compléments